# Cancrincolidae
Cancrincolidae é uma família de crustáceos da ordem Harpacticoida.